# Qualificazioni al campionato mondiale di calcio 1962 - UEFA

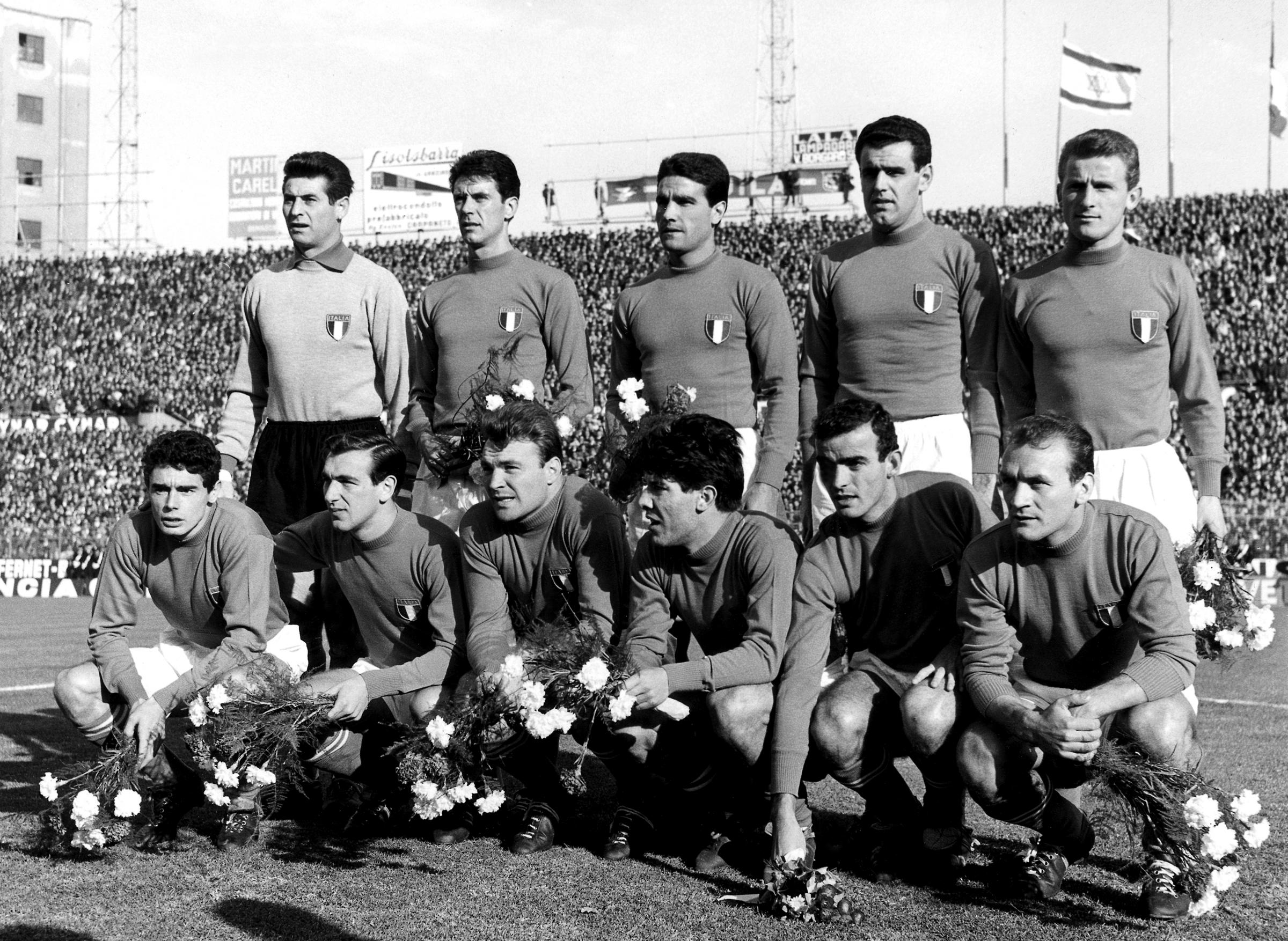
La formazione dell'Italia scesa in campo a Torino il 4 novembre 1961 per la vittoriosa sfida di ritorno contro Israele (6-0), che diede ai padroni di casa l'accesso alla fase finale in Cile.

Le 30 squadre sono suddivise in 10 gruppi. Tali gruppi hanno differenti composizioni, come nel seguito:
- I gruppi 1, 2, 3, 4, 5, 6 e 8 sono composti da 3 squadre. Ogni squadra incontra le altre sia in casa che in trasferta. La vincitrice si qualifica.
- Il gruppo 7 è composto da 5 squadre. Tale gruppo è composto da tre fasi ad eliminazione diretta con partite di andata e ritorno. La vincitrice si qualifica.
- Il gruppo 9 è composto da 2 squadre. Queste squadre si incontrano in un turno di andata e ritorno. La vincitrice si qualifica allo Spareggio UEFA-CAF.
- Il gruppo 10 è composto da 2 squadre. Queste squadre si incontrano in un turno di andata e ritorno. La vincitrice si qualifica allo Spareggio UEFA-AFC.

## Gruppo 1
| Data             | Luogo     | Squadra 1 | Risultato | Squadra 2 |
| ---------------- | --------- | --------- | --------- | --------- |
| 19 ottobre 1960  | Stoccolma | Svezia    | 2 - 0     | Belgio    |
| 20 novembre 1960 | Bruxelles | Belgio    | 2 - 4     | Svizzera  |
| 20 maggio 1961   | Losanna   | Svizzera  | 2 - 1     | Belgio    |
| 28 maggio 1961   | Stoccolma | Svezia    | 4 - 0     | Svizzera  |
| 4 novembre 1961  | Bruxelles | Belgio    | 0 - 2     | Svezia    |
| 29 novembre 1961 | Berna     | Svizzera  | 3 - 2     | Svezia    |

| Pos | Squadra  | Pti | G | V | N | P | GF | GS |
| --- | -------- | --- | - | - | - | - | -- | -- |
| 1=  | Svezia   | 6   | 4 | 3 | 0 | 1 | 10 | 3  |
| 1=  | Svizzera | 6   | 4 | 3 | 0 | 1 | 9  | 9  |
| 3   | Belgio   | 0   | 4 | 0 | 0 | 4 | 3  | 10 |

 Svezia e  Svizzera disputano uno spareggio.
| Data             | Luogo         | Squadra 1 | Risultato | Squadra 2 |
| ---------------- | ------------- | --------- | --------- | --------- |
| 12 dicembre 1961 | Berlino Ovest | Svezia    | 1 - 2     | Svizzera  |

 Svizzera qualificata.

## Gruppo 2
| Data              | Luogo    | Squadra 1 | Risultato | Squadra 2 |
| ----------------- | -------- | --------- | --------- | --------- |
| 28 settembre 1960 | Helsinki | Finlandia | 1 - 2     | Francia   |
| 11 dicembre 1960  | Parigi   | Francia   | 3 - 0     | Bulgaria  |
| 16 giugno 1961    | Helsinki | Finlandia | 0 - 2     | Bulgaria  |
| 28 settembre 1961 | Parigi   | Francia   | 5 - 1     | Finlandia |
| 29 ottobre 1961   | Sofia    | Bulgaria  | 3 - 1     | Finlandia |
| 12 novembre 1961  | Sofia    | Bulgaria  | 1 - 0     | Francia   |

| Pos | Squadra   | Pti | G | V | N | P | GF | GS |
| --- | --------- | --- | - | - | - | - | -- | -- |
| 1=  | Bulgaria  | 6   | 4 | 3 | 0 | 1 | 6  | 4  |
| 1=  | Francia   | 6   | 4 | 3 | 0 | 1 | 10 | 3  |
| 3   | Finlandia | 0   | 4 | 0 | 0 | 4 | 3  | 12 |

 Bulgaria e  Francia disputano uno spareggio.
| Data             | Luogo  | Squadra 1 | Risultato | Squadra 2 |
| ---------------- | ------ | --------- | --------- | --------- |
| 16 dicembre 1961 | Milano | Bulgaria  | 1 - 0     | Francia   |

 Bulgaria qualificata.

## Gruppo 3
| Data             | Luogo         | Squadra 1        | Risultato | Squadra 2        |
| ---------------- | ------------- | ---------------- | --------- | ---------------- |
| 26 ottobre 1960  | Belfast       | Irlanda del Nord | 3 - 4     | Germania Ovest   |
| 20 novembre 1960 | Atene         | Grecia           | 0 - 3     | Germania Ovest   |
| 3 maggio 1961    | Atene         | Grecia           | 2 - 1     | Irlanda del Nord |
| 10 maggio 1961   | Berlino Ovest | Germania Ovest   | 2 - 1     | Irlanda del Nord |
| 17 ottobre 1961  | Belfast       | Irlanda del Nord | 2 - 0     | Grecia           |
| 22 ottobre 1961  | Augusta       | Germania Ovest   | 2 - 1     | Grecia           |

| Pos | Squadra          | Pti | G | V | N | P | GF | GS |
| --- | ---------------- | --- | - | - | - | - | -- | -- |
| 1   | Germania Ovest   | 8   | 4 | 4 | 0 | 0 | 11 | 5  |
| 2   | Irlanda del Nord | 2   | 4 | 1 | 0 | 3 | 7  | 8  |
| 3   | Grecia           | 2   | 4 | 1 | 0 | 3 | 3  | 8  |

 Germania Ovest qualificata.

## Gruppo 4
| Data             | Luogo       | Squadra 1    | Risultato | Squadra 2    |
| ---------------- | ----------- | ------------ | --------- | ------------ |
| 26 ottobre 1960  | Budapest    | Ungheria     | 2 - 0     | Germania Est |
| 20 novembre 1960 | Rotterdam   | Paesi Bassi  | 0 - 3     | Ungheria     |
| 3 maggio 1961    | Lipsia      | Germania Est | 1 - 1     | Paesi Bassi  |
| 10 maggio 1961   | Berlino Est | Germania Est | 2 - 3     | Ungheria     |
| 17 ottobre 1961  | -           | Paesi Bassi  | N.D.      | Germania Est |
| 22 ottobre 1961  | Budapest    | Ungheria     | 3 - 3     | Paesi Bassi  |

| Pos | Squadra      | Pti | G | V | N | P | GF | GS |
| --- | ------------ | --- | - | - | - | - | -- | -- |
| 1   | Ungheria     | 7   | 4 | 3 | 1 | 0 | 11 | 5  |
| 2   | Paesi Bassi  | 2   | 3 | 0 | 2 | 1 | 4  | 7  |
| 3   | Germania Est | 1   | 3 | 0 | 1 | 2 | 3  | 6  |

 Ungheria qualificata.

## Gruppo 5
| Data             | Luogo    | Squadra 1        | Risultato | Squadra 2        |
| ---------------- | -------- | ---------------- | --------- | ---------------- |
| 1º giugno 1961   | Oslo     | Norvegia         | 0 - 1     | Turchia          |
| 18 giugno 1961   | Mosca    | Unione Sovietica | 1 - 0     | Turchia          |
| 1º luglio 1961   | Mosca    | Unione Sovietica | 5 - 2     | Norvegia         |
| 23 agosto 1961   | Oslo     | Norvegia         | 0 - 3     | Unione Sovietica |
| 29 ottobre 1961  | Istanbul | Turchia          | 2 - 1     | Norvegia         |
| 12 novembre 1961 | Istanbul | Turchia          | 1 - 2     | Unione Sovietica |

| Pos | Squadra          | Pti | G | V | N | P | GF | GS |
| --- | ---------------- | --- | - | - | - | - | -- | -- |
| 1   | Unione Sovietica | 8   | 4 | 4 | 0 | 0 | 11 | 3  |
| 2   | Turchia          | 4   | 4 | 2 | 0 | 2 | 4  | 4  |
| 3   | Norvegia         | 0   | 4 | 0 | 0 | 4 | 3  | 11 |

 Unione Sovietica qualificata.

## Gruppo 6
| Data              | Luogo       | Squadra 1   | Risultato | Squadra 2   |
| ----------------- | ----------- | ----------- | --------- | ----------- |
| 19 ottobre 1960   | Lussemburgo | Lussemburgo | 0 - 9     | Inghilterra |
| 19 marzo 1961     | Lisbona     | Portogallo  | 6 - 0     | Lussemburgo |
| 21 maggio 1961    | Lisbona     | Portogallo  | 1 - 1     | Inghilterra |
| 28 settembre 1961 | Londra      | Inghilterra | 4 - 1     | Lussemburgo |
| 8 ottobre 1961    | Lussemburgo | Lussemburgo | 4 - 2     | Portogallo  |
| 25 ottobre 1961   | Londra      | Inghilterra | 2 - 0     | Portogallo  |

| Pos | Squadra     | Pti | G | V | N | P | GF | GS |
| --- | ----------- | --- | - | - | - | - | -- | -- |
| 1   | Inghilterra | 7   | 4 | 3 | 1 | 0 | 16 | 2  |
| 2   | Portogallo  | 3   | 4 | 1 | 1 | 2 | 9  | 7  |
| 3   | Lussemburgo | 2   | 4 | 1 | 0 | 3 | 5  | 21 |

 Inghilterra qualificata.

## Gruppo 7

### Prima Fase
Etiopia,  Italia e  Romania ricevettero il pass per avanzare direttamente alla Seconda Fase.
| Data             | Luogo    | Squadra 1 | Risultato | Squadra 2 |
| ---------------- | -------- | --------- | --------- | --------- |
| 13 novembre 1960 | Nicosia  | Cipro     | 1 - 1     | Israele   |
| 27 novembre 1960 | Tel Aviv | Israele   | 6 - 1     | Cipro     |

| Pos | Squadra | Pti | G | V | N | P | GF | GS |
| --- | ------- | --- | - | - | - | - | -- | -- |
| 1   | Israele | 3   | 2 | 1 | 1 | 0 | 7  | 2  |
| 2   | Cipro   | 1   | 2 | 0 | 1 | 1 | 2  | 7  |

 Israele qualificata alla Seconda Fase.

### Seconda Fase
| Pos | Squadra | Pti         | G           | V           | N           | P           | GF          | GS          |
| --- | ------- | ----------- | ----------- | ----------- | ----------- | ----------- | ----------- | ----------- |
| 1   | Italia  | qualificata | qualificata | qualificata | qualificata | qualificata | qualificata | qualificata |
| -   | Romania | ritirata    | ritirata    | ritirata    | ritirata    | ritirata    | ritirata    | ritirata    |

 Italia qualificata automaticamente alla Terza Fase dopo il ritiro della  Romania.
| Data          | Luogo    | Squadra 1 | Risultato | Squadra 2 |
| ------------- | -------- | --------- | --------- | --------- |
| 14 marzo 1961 | Tel Aviv | Israele   | 1 - 0     | Etiopia   |
| 19 marzo 1961 | Haifa    | Israele   | 3 - 2     | Etiopia   |

| Pos | Squadra | Pti | G | V | N | P | GF | GS |
| --- | ------- | --- | - | - | - | - | -- | -- |
| 1   | Israele | 4   | 2 | 2 | 0 | 0 | 4  | 2  |
| 2   | Etiopia | 0   | 2 | 0 | 0 | 2 | 2  | 4  |

 Israele qualificata alla Terza Fase.

### Terza Fase
| Data            | Luogo    | Squadra 1 | Risultato | Squadra 2 |
| --------------- | -------- | --------- | --------- | --------- |
| 15 ottobre 1961 | Tel Aviv | Israele   | 2 - 4     | Italia    |
| 4 novembre 1961 | Torino   | Italia    | 6 - 0     | Israele   |

| Pos | Squadra | Pti | G | V | N | P | GF | GS |
| --- | ------- | --- | - | - | - | - | -- | -- |
| 1   | Italia  | 4   | 2 | 2 | 0 | 0 | 10 | 2  |
| 2   | Israele | 0   | 2 | 0 | 0 | 2 | 2  | 10 |

 Italia qualificata.

## Gruppo 8
| Data              | Luogo      | Squadra 1      | Risultato | Squadra 2      |
| ----------------- | ---------- | -------------- | --------- | -------------- |
| 3 maggio 1961     | Glasgow    | Scozia         | 4 - 1     | Irlanda        |
| 7 maggio 1961     | Dublino    | Irlanda        | 0 - 3     | Scozia         |
| 14 maggio 1961    | Bratislava | Cecoslovacchia | 4 - 0     | Scozia         |
| 29 settembre 1961 | Glasgow    | Scozia         | 3 - 2     | Cecoslovacchia |
| 8 ottobre 1961    | Dublino    | Irlanda        | 1 - 3     | Cecoslovacchia |
| 29 ottobre 1961   | Praga      | Cecoslovacchia | 7 - 1     | Irlanda        |

| Pos | Squadra        | Pti | G | V | N | P | GF | GS |
| --- | -------------- | --- | - | - | - | - | -- | -- |
| 1=  | Cecoslovacchia | 6   | 4 | 3 | 0 | 1 | 16 | 5  |
| 1=  | Scozia         | 6   | 4 | 3 | 0 | 1 | 10 | 7  |
| 3   | Irlanda        | 0   | 4 | 0 | 0 | 4 | 3  | 17 |

 Cecoslovacchia e  Scozia disputano uno spareggio.
| Data             | Luogo     | Squadra 1      | Risultato      | Squadra 2 |
| ---------------- | --------- | -------------- | -------------- | --------- |
| 29 novembre 1961 | Bruxelles | Cecoslovacchia | 4 - 2 (d.t.s.) | Scozia    |

 Cecoslovacchia qualificata.

## Gruppo 9
| Data           | Luogo   | Squadra 1 | Risultato | Squadra 2 |
| -------------- | ------- | --------- | --------- | --------- |
| 19 aprile 1961 | Cardiff | Galles    | 1 - 2     | Spagna    |
| 18 maggio 1961 | Madrid  | Spagna    | 1 - 1     | Galles    |

| Pos | Squadra | Pti | G | V | N | P | GF | GS |
| --- | ------- | --- | - | - | - | - | -- | -- |
| 1   | Spagna  | 3   | 2 | 1 | 1 | 0 | 3  | 2  |
| 2   | Galles  | 1   | 2 | 0 | 1 | 1 | 2  | 3  |

 Spagna qualificata allo Spareggio UEFA-CAF.

## Gruppo 10
| Data           | Luogo    | Squadra 1  | Risultato | Squadra 2  |
| -------------- | -------- | ---------- | --------- | ---------- |
| 4 giugno 1961  | Belgrado | Jugoslavia | 2 - 1     | Polonia    |
| 25 giugno 1961 | Chorzów  | Polonia    | 1 - 1     | Jugoslavia |

| Pos | Squadra    | Pti | G | V | N | P | GF | GS |
| --- | ---------- | --- | - | - | - | - | -- | -- |
| 1   | Jugoslavia | 3   | 2 | 1 | 1 | 0 | 3  | 2  |
| 2   | Polonia    | 1   | 2 | 0 | 1 | 1 | 2  | 3  |

 Jugoslavia qualificata allo Spareggio UEFA-AFC.